# Kūhestānak
Kūhestānak (persiska: کوهستانک, Kūhestānaq) är en ort i Iran.   Den ligger i provinsen Östazarbaijan, i den nordvästra delen av landet, 400 km nordväst om huvudstaden Teheran. Kūhestānak ligger 1 401 meter över havet och antalet invånare är 110.
Terrängen runt Kūhestānak är lite bergig. Runt Kūhestānak är det ganska glesbefolkat, med 40 invånare per kvadratkilometer. Närmaste större samhälle är Aḩmadābād, 9,3 km söder om Kūhestānak. Trakten runt Kūhestānak består i huvudsak av gräsmarker.